# Bombdåden på Bali 2005
Bombdåden på Bali 2005 var en serie av självmordsattentat som utfördes på Bali i Indonesien den 1 oktober 2005. Bombdåden utfördes på Jimbaran Beach Resort och i Kuta på södra Bali. 20 personer omkom och över 100 skadades. De flesta dödade var indonesier men fyra australiensare och en japan dog.
Den islamistiska organisationen Jemaah Islamiyah pekades ut som ansvarig för dåden, även om det aldrig har blivit bevisat. Två misstänkta dödades i olika räder, båda två medlemmar i Jemaah Islamiyah.